# Enochrus consors
Enochrus consors är en skalbaggsart som först beskrevs av Leconte 1863.  Enochrus consors ingår i släktet Enochrus och familjen palpbaggar. Inga underarter finns listade i Catalogue of Life.